# Parque Etxebarria
Parque Etxebarria är en park i Spanien.   Den ligger i provinsen Bizkaia och regionen Baskien, i den norra delen av landet, 300 km norr om huvudstaden Madrid. Parque Etxebarria ligger 56 meter över havet.
Terrängen runt Parque Etxebarria är huvudsakligen kuperad, men åt nordväst är den platt. Runt Parque Etxebarria är det tätbefolkat, med 881 invånare per kvadratkilometer. Närmaste större samhälle är Bilbao, 0,59 km väster om Parque Etxebarria. I omgivningarna runt Parque Etxebarria växer i huvudsak blandskog.